# Emerentia von Stockenström
Marie Emerence (Emerentia) Lucie von Stockenström, född Sohlén den 13 december 1829 i Motala, död den 19 december 1900 i Helsingborg, var en svensk textilkonstnär. 
Hon var dotter till kaptenlöjtnanten Anders Sohlén och Margareta Lovisa Ericsson och från 1859 gift med borgmästaren Erik von Stockenström samt mor till Albert von Stockenström. 
Hon började framträda som textilkonstnär när hon var i 60-årsåldern och utförde först blomsterbroderier som hon sydde efter levande blommor utan föregående teckning eller skisser. Hon påbörjade 1889 en serie broderade tavlor med motiv ur H.C. Andersens sagor varav några ställdes ut i Stockholm 1893. Hennes tanke var att det hela skulle utformas som en bok där varje textilbild skulle ha en pendang med målade illustrationer av hennes son Albert och hans akademikamrater Alfred Bergström, Knut Borgh, Pelle Malmborg och Pelle Swedlund. Hennes broderier är utförda i schattersöm, stälksöm och knutsöm med spindelvävstunt silke i otaliga nyanser på en botten av vitt yllekläde. I ett enda litet blads yta i storlek motsvarande en tumnagel använde hon  ett trettiotal olika silkestyper, och schatteringen i grönt uppgår till ett hundratals olika nyanser. Hennes sagobilder var vid utställningen 1893 försedda med dansk text och sammankopplade med Hyldemoer, Aarets Historie, Der er Forskjel, Den lille Idas Blomster, Den standhaftige Tindsoldat, Ole Lukkeøe och Gaaseurten och hade illustrationer av TW Pedersen som förlaga som var fritt återgivna av hennes son som en skiss på tyget medan texterna var hämtade från en fransk utgiven Andersenupplaga. Stockenström broderade även motiv efter Tegnér, Atterbom och Victor Hugo. Hennes bilder ställdes ut ett flertal gånger under 1890-talet på olika platser i landet och en minnesutställning visades i Stockholm 1906 och några bilder visades på Baltiska utställningen i Malmö 1914. Hon är representerad med 16 textilbilder i Malmö museum och nio bilder i Helsingborgs museum. Makarna von Stockenström är begravda på Gamla kyrkogården i Helsingborg.